# Mentuhotep III.
Mentuhotep III. byl egyptským faraonem 11. dynastie. Vládl v letech 1958–1947 př. n. l. Na trůn nastoupil po svém otci Mentuhotepovi II.

## Vláda

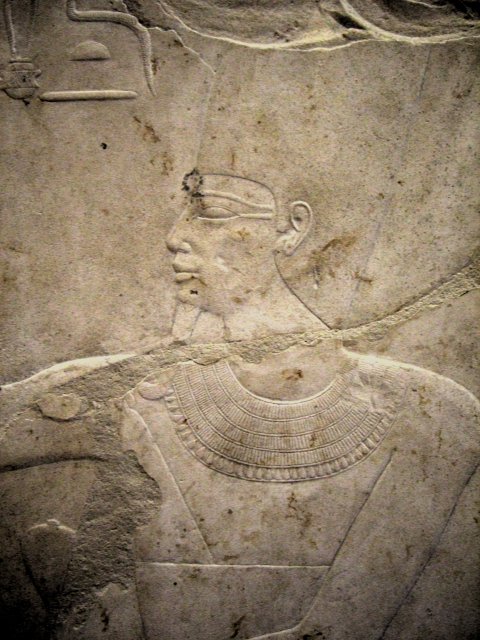
Reliéf- Mentuhotep III. v chrámu zasvěcenému bohu Montu; Muzeum Louvre

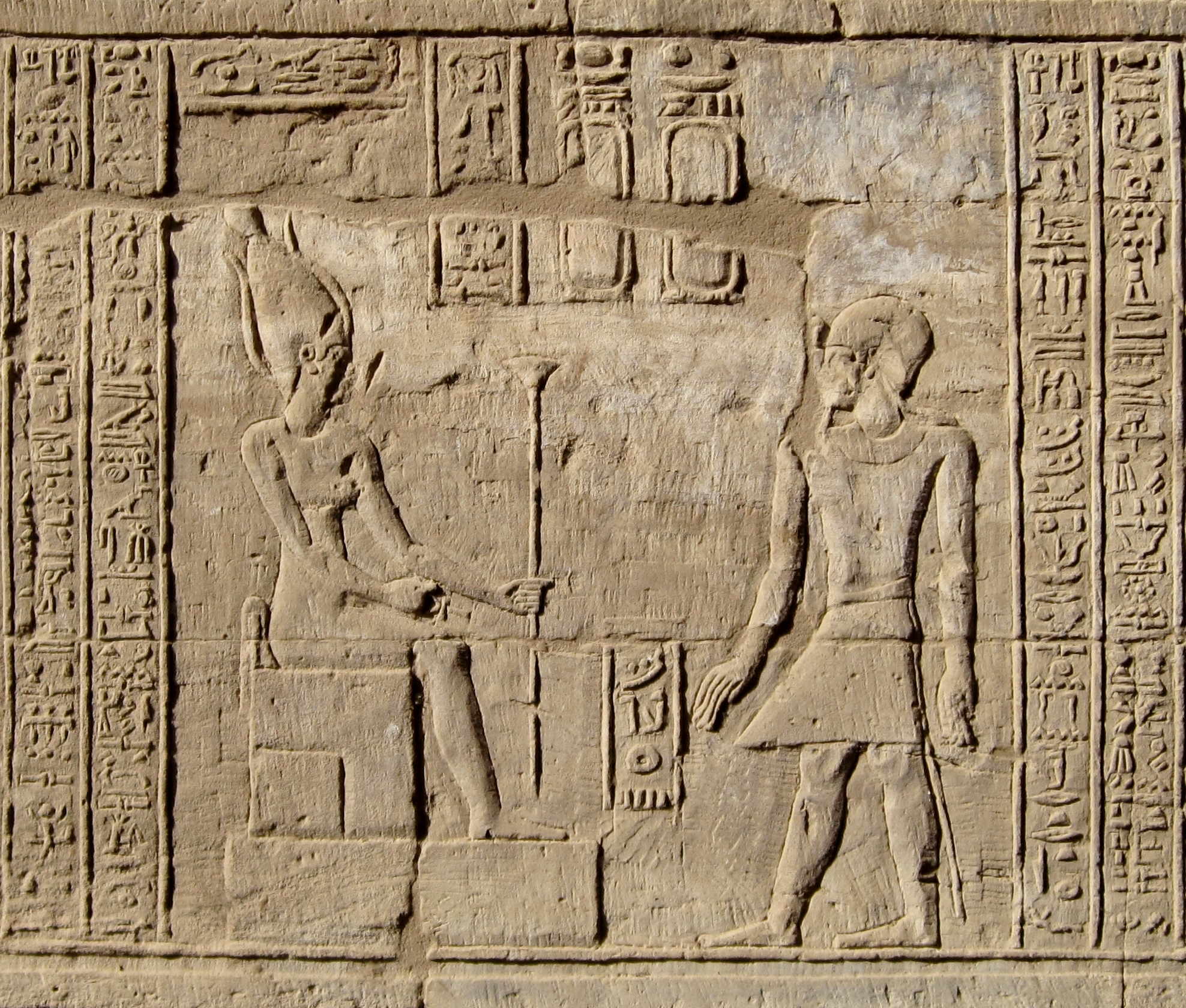
Relief z chrámu v El-Tod, 11. dynastie

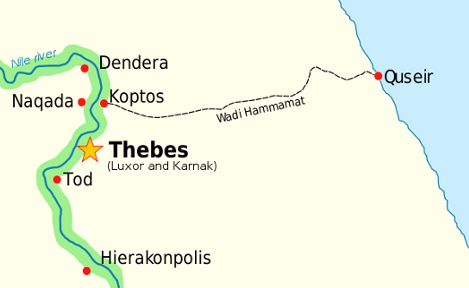
Mapa Wadi Hammamat

Mentuhotep III. pokračoval ve stylu vlády svého otce. Jeho nejdůležitějším úkolem bylo upevnění ústřední správy nad opět sjednoceným Egyptem. Na různých místech země nechal vybudovat několik kaplí a chrám zasvěcený bohu Thovtovi. Obnovil pevnosti ve východní poušti a vyslal také výpravu do země Punt, jejímž vedení pověřil vezíra Henenu. Muže pro expedici přivedl z území mezi Oxyrhynchos a Gebel (Tuna el-Gebel) 
| „                          | Můj pán, ať žije, poslal mě k odeslání loď do Punt, abych pro něj přivezl čerstvou myrhu od šejků přes červenou poušť. Vyšel jsem s armádou 3000 mužů, 121 z nich vystavěli cestu k překonání planiny červené pouště. Dal jsem každému koženou láhev, nosnou tyč, 2 vaky vody a 20 bochníků (chleba) pro každého na jeden den. Osli nesli náklad mnoha sandálů. | “ |
| — Breasted vol I. §429,430 | |   |

Expedice prošla od města Koptos ve Vádí Hammámat k pobřeží Rudého moře u města Quseir. Podél cesty nechal také kopat studny a ve Vádí Hammámat znovu otevřel lomy na metamorfované horniny, jako jsou břidlice, bazalt, pískovec a také křemen obsahující zlato. Většinou určené pro výrobu soch a sarkofágů a dalších monumentů. 
 Sjednocení Egypta pod jednou centrální vládou vytvořilo podmínky pro vzestup hospodářství jako celku, zejména pak zemědělství a obchodu se Středozemím. Do doby vlády Mentuhotepa II. a jeho následníků se datují rozsáhlejší rekultivace oázy Fajúm propojením kanálem s řečištěm Nilu a přivedení sladké vody do Meridového jezera ke snížení salinity v geologické depresi oázy. Mentuhotep III. upevnil svoji pozici v deltě Nilu kam se postupně přesouvalo centrum vlády, které se po krátké (sporné ) vládě Mentuhotepa IV. ujal velitel armády a vezír Amenemhet, považovaný za zakladatele 12. dynastie.

## Králova hrobka a zádušní chrám
Mentuhotep III. si hrobku nechal, podobně jako Mentuhotep II., postavit v Dér el-Bahrí. Nachází se jen několik metrů od hrobky jeho otce. Je velmi pravděpodobné, že si chtěl nechat před hrobkou vybudovat zádušní chrám v Deir el-Baharí, na západním břehu poblíž Théb, který by se podobal chrámu jeho otce. Nebyl však nikdy dokončen. Chrám zasvěcený bohu Thovtovi se nacházel na kopci („Thovtova hora“) nad Nilem Zachovaly se jen jeho ruiny. V Medínit Habu je doložena trojitá svatyně z doby vlády Mentuhotepa III.  Nedaleko od ní se nachází zbytky chrámu postavené k příležitosti jeho svátku Sed.